# 九徳駅
九徳駅（きゅうとくえき）は台湾台中市烏日区九徳里にある台中捷運緑線の駅。

## 沿革
計画時の駅番号はG15だった(p88)
- 2013年3月1日 - 当駅を含む工区起工[2](pp4-5)。
- 2018年6月30日 - 駅名決定[3]。
- 2020年
  - 11月16日 - プレ開業（12月15日まで4週間無料）[4]。
  - 11月22日 - 車両点検のため全線プレ開業中止[5]。
  - 12月19日 - 正式開業予定[4]。
- 2021年
  - 3月25日 - プレ営業再開（4月23日までの30日間はIC無料。4月24日は運休）[6]。
  - 4月25日 - 正式開業[7]。

## 駅構造
相対式ホーム2面2線の高架駅。駅舎は長さ67.2メートル、幅23.2メートル、地上高9.2メートル。

### 駅階層
3階にホーム、2階にコンコースがある(p6)。
| 地上 二階                      |                                          |                                                                    |
| 相対式ホーム、右側のドアが開く |                                          |                                                                    |
| 1番線                          | ←■緑線 高鉄台中站方面（烏日駅）          |                                                                    |
| 1番線                          | →■緑線 市政府・北屯総駅方面（九張犁駅）→ |                                                                    |
| 相対式ホーム、右側のドアが開く |                                          |                                                                    |
| 地上 二階                      | コンコース                               | 出入口、コンコース、自動券売機、自動改札機、エスカレーター、トイレ |

### 駅出口
- 出口1（南側）：興華街
- 出口2（北側）：建国路

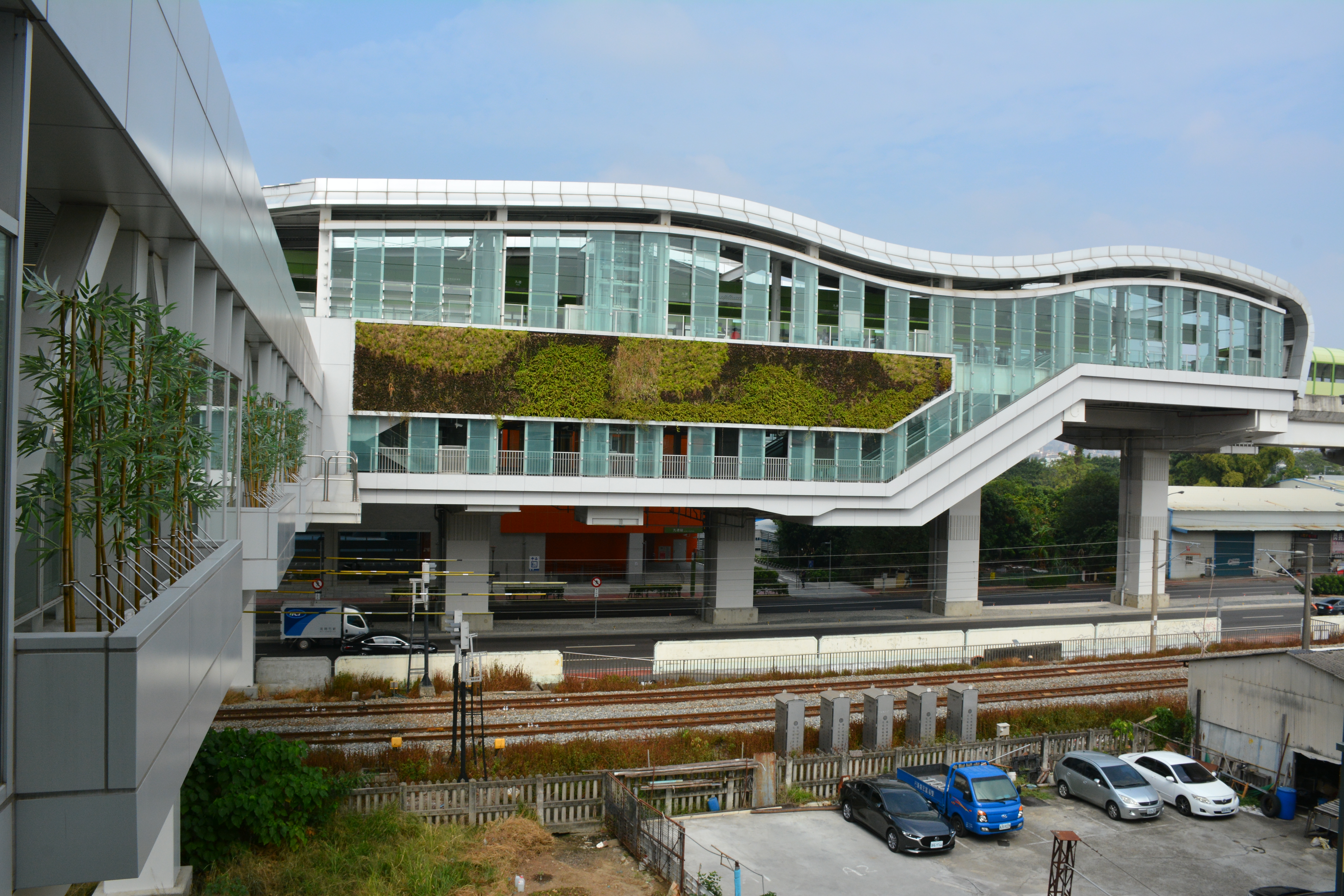
駅舎

## 駅周辺
- 台中市立図書館（中国語版）烏日分館
- 台中市立九徳国民小学
- 台中市立僑仁国民小学（中国語版）
- 台中市立光徳国民中学（中国語版）
- 私立明道高級中学（中国語版）
- 中華郵政烏日明道郵局
- 麻園頭渓渓浜公園
- 建国路
- 興華街
- 自強街

## 隣の駅
台中捷運
緑線（烏日文心北屯線）
九張犁駅 - 九徳駅 - 烏日駅

### 註釈
1. ↑  2020年11月16日にプレ開業、中断を経て3月25日から4月23日にプレ営業再開